# Nick Stahl
Nicolas Kent Stahl (Harlingen, 5 dicembre 1979) è un attore statunitense.

## Biografia
Nato in Texas, inizia la sua carriera da bambino, partecipando ad alcuni spot pubblicitari e due film TV. La grande occasione arriva nel 1993 quando viene scelto da Mel Gibson per L'uomo senza volto; in seguito recita nel film Ritrovarsi con Susan Sarandon.
Torna a lavorare per la televisione, partecipando a film tv e ad alcuni episodi di serie TV, fino al 1998, quando ottiene una parte in Generazione perfetta; nello stesso anno ottiene una parte nel film bellico di Terrence Malick La sottile linea rossa.
Nel 2001 partecipa a due film importanti per la sua carriera, Bully, presentato al Festival di Venezia, dove interpreta un adolescente violento, e il drammatico In the Bedroom. Nel 2003 interpreta John Connor in Terminator 3 - Le macchine ribelli, ruolo che gli dà più visibilità e notorietà.
Dal 2003 al 2005 lavora nella serie televisiva Carnivàle, dove interpreta Ben Hawkins; in seguito interpreta Rourk Jr./Bastardo giallo in Sin City.
Nel 2023 interpreta Cassios, un mercenario al servizio di Guraad nel film I Cavalieri dello Zodiaco al fianco di Mackenyu e Madison Iseman.

## Vita privata
È stato sposato dal 2009 al 2012 con l'attrice Rose Murphy.

## Filmografia

### Cinema
- L'uomo senza volto (The Man Without a Face), regia di Mel Gibson (1993)
- Ritrovarsi (Safe Passage), regia di Robert Allan Ackerman (1994)
- Pecos Bill - Una leggenda per amico (Tall Tale), regia di Jeremiah S. Chechik (1995)
- Eye of God, regia di Tim Blake Nelson (1997)
- Generazione perfetta (Disturbing Behavior), regia di David Nutter (1998)
- Voci di morte (Soundman), regia di Steven Ho (1998)
- La sottile linea rossa (The Thin Red Line), regia di Terrence Malick (1998)
- Sunset Strip, regia di Adam Collis (2000)
- In the Bedroom, regia di Todd Field (2001)
- All Forgotten, regia di Reverge Anselmo (2001)
- The Sleepy Time Gal, regia di Christopher Münch (2001)
- Bully, regia di Larry Clark (2001)
- Taboo, regia di Max Makowski (2002)
- Terminator 3 - Le macchine ribelli (Terminator 3: Rise of the Machines), regia di Jonathan Mostow (2003)
- Bookies, regia di Mark Illsley (2003)
- Twist, regia di Jacob Tierney (2003)
- Sin City, regia di Frank Miller e Robert Rodriguez (2005)
- The Night of the White Pants, regia di Amy Talkington (2006)
- How to Rob a Bank, regia di Andrews Jenkins (2007)
- Quid Pro Quo, regia di Carlos Brooks (2008)
- Sleepwalking, regia di Bill Maher (2008)
- My One and Only, regia di Richard Loncraine (2009)
- The Chameleon, regia di Jean-Paul Salomé (2010)
- Meskada, regia di Josh Sternfeld (2010)
- Kalamity, regia di James M. Hausler (2010)
- Mirrors 2, regia di Víctor García (2010)
- Dead Awake, regia di Omar Naim (2010)
- Everything Will Happen Before You Die, regia di Dan Finkel (2010)
- The Speed of Thought, regia di Evan Oppenheimer (2010)
- Afghan Luke, regia di Mike Clattenburg (2011)
- Burning Palms, regia di Christopher Landon (2010)
- On the Inside - La prigione dei folli, regia di D.W. Brown (2011)
- 388 Arletta Avenue, regia di Randall Cole (2011)
- Away from Here, regia di Bruce Van Dusen (2014)
- Wolf Hunter (Hunter Hunter), regia di Shawn Linden (2020)
- What Josiah Saw, regia di Vincent Grashaw (2021)
- American Dream, regia di Janusz Kaminski (2021)
- Night Blooms, regia di Stephanie Joline (2021)
- I Cavalieri dello zodiaco (Knights of the Zodiac), regia di Tomek Bagiński (2023)

### Televisione
- Stranger at My Door – film TV (1991)
- Il prezzo del passato (Woman with a Past) – film TV (1992)
- Un processo in provincia (Incident in a Small Town) – film TV (1994)
- Mio figlio è innocente (My Son Is Innocent) – film TV (1996)
- Terra promessa (Promised Land) – serie TV, 1 episodio (1997)
- Hercules – serie TV, 1 episodio (1998)
- Carnivàle – serie TV, 24 episodi (2003-2005)
- Law & Order - Unità vittime speciali (Law & Order: Special Victims Unit) – serie TV, episodio 10x22 (2009)
- Locke & Key, regia di Mark Romanek – film TV (2011)
- House of Lies – serie TV, 1 episodio (2012)
- Body of Proof – serie TV, 2 episodi (2012)
- Fear the Walking Dead – serie TV, 5 episodi (2021)
- Fear the Walking Dead: Dead in the Water – serie web, 6 episodi (2022)
- Le piccole cose della vita (Tiny Beautiful Things) – miniserie TV, puntata 8 (2023)

## Riconoscimenti
- Candidatura agli Young Artist Awards 1994: miglior attore giovane in un film drammatico per L'uomo senza volto

## Doppiatori italiani
Nelle versioni in italiano delle opere in cui ha recitato, Nick Stahl è stato doppiato da:
- Massimiliano Alto in Sin City, Law & Order - Unità vittime speciali
- Daniele Raffaeli in L'uomo senza volto
- Laura Lenghi in Pecos Bill - Una leggenda per amico
- Mirko Savone in Mio figlio è innocente
- Corrado Conforti in Generazione perfetta
- Vittorio Guerrieri in In the Bedroom
- Christian Iansante in Terminator 3 - Le macchine ribelli
- Alessandro Tiberi in Carnivàle
- Federico Di Pofi in Sleepwalking
- Francesco Pezzulli in On the Inside - La prigione dei folli
- Andrea Lavagnino in Fear the Walking Dead
- Ruggero Andreozzi in Le piccole cose della vita
- Alessio Cigliano in My One and Only (ridoppiaggio)